# Batistiaceae
Batistiaceae es una familia de hongos del filo Ascomycota. La familia fue descrita por Gary Samuels y Katia Rodrigues en 1989 para contener el género Batistia y su única especie Batistia annulipes. La forma anamorfa de este hongo ha sido denominada como Acrostroma annellosynnema. Batistia annulipes se describió originalmente en la Guayana Francesa y luego se encontró en otros lugares de América del Sur y Panamá.